# Saïd Sayah
Saïd Sayah (sinh ngày 21 tháng 7 năm 1989 ở Oran) là một cầu thủ bóng đá người Algérie hiện tại thi đấu ở vị trí tiền vệ cho JS Saoura ở Giải bóng đá hạng nhất quốc gia Algérie,

## Sự nghiệp câu lạc bộ
Ngày 27 tháng 7 năm 2011, Sayah được cho mượn đến MC Saïda trong một mùa giải.

### Thống kê
Tính đến 29 tháng 7 năm 2011
| Thành tích câu lạc bộ       | Thành tích câu lạc bộ | Thành tích câu lạc bộ                   | Giải vô địch | Giải vô địch | Cúp                 | Cúp                 | Tổng | Tổng |
| --------------------------- | --------------------- | --------------------------------------- | ------------ | ------------ | ------------------- | ------------------- | ---- | ---- |
| Câu lạc bộ !\| Giải vô địch | Số trận               | Bàn thắng                               | Số trận      | Bàn thắng    | Số trận             | Bàn thắng           |      |      |
| Algérie                     | Algérie               | Algérie                                 | Giải vô địch | Giải vô địch | Cúp bóng đá Algérie | Cúp bóng đá Algérie | Tổng | Tổng |
| 2007–08                     | USM Alger             | Giải bóng đá hạng nhất quốc gia Algérie | 2            | 0            | 0                   | 0                   | 2    | 0    |
| 2008–09                     | USM Alger             | Giải bóng đá hạng nhất quốc gia Algérie | 18           | 0            | 1                   | 0                   | 19   | 0    |
| 2009–10                     | USM Alger             | Giải bóng đá hạng nhất quốc gia Algérie | 19           | 2            | 1                   | 0                   | 20   | 2    |
| 2010–11                     | USM Alger             | Giải bóng đá hạng nhất quốc gia Algérie | 19           | 0            | 1                   | 0                   | 20   | 0    |
| Tổng                        | Algérie               | Algérie                                 | 58           | 2            | 3                   | 0                   | 61   | 2    |
| Tổng cộng sự nghiệp         | Tổng cộng sự nghiệp   | Tổng cộng sự nghiệp                     | 58           | 2            | 3                   | 0                   | 61   | 2    |